# Elleanthus glomera
Elleanthus glomera är en orkidéart som beskrevs av Leslie Andrew Garay. Elleanthus glomera ingår i släktet Elleanthus och familjen orkidéer. Inga underarter finns listade i Catalogue of Life.